# Операція «Лис пустелі»
Операція «Лис пустелі» (англ. Operation Desert Fox, також «Лис пустелі», «Лис у пустелі») — оперативно-тактична військова операція, проведена США та Великою Британією проти Іраку у грудні 1998 року без санкції Ради Безпеки ООН. Метою операції було оголошено позбавлення Іраку здатності виробляти та використовувати зброю масового ураження після того, як іракська сторона відмовилася співпрацювати з міжнародною комісією ООН (UNSCOM).

## Цілі
Оперативно-тактична військова операція мала політичну мету — завдати удару по адміністративно-політичній, промисловій та управлінській інфраструктурі Іраку, щоб позбавити його керівництва ефективного контролю над ситуацією в країні та послабити режим Саддама Хусейна. Було поставлено завдання завдати максимальних збитків об'єктам з розробки, виробництва та зберігання компонентів зброї масового ураження, а також засобам доставки бойових отруйних та біологічних речовин.
Стратегічна мета — визначити (підтвердити) можливість негайного збройного впливу на противника, що знаходиться в районах, що значно віддалені від США.
Оперативна мета — оцінити умови, необхідні для організації та проведення повітряної наступальної операції обмеженим складом авіаційно-морського угруповання з авіабаз та бойових кораблів, що знаходяться на великій відстані від районів цілей, а також виявити ефективність такої операції.
Тактична мета — провести випробування ракетного озброєння різного базування та нового літака в бойових умовах.

## Передумови
Після закінчення війни у Перській затоці (1991 рік) в Іраку працювала спеціальна комісія ООН (UNSCOM), яка займалася інспекцією іракської програми розробки зброї масової поразки. Під її спостереженням Ірак знищив 40 000 хімічних боєголовок, 700 т реагентів, що призначалися для створення хімічної зброї, 3600 т заборонених хімікатів і понад 100 одиниць обладнання, яке використовувалося для виробництва хімічної зброї. Інспектори комісії також займалися розвідувальною роботою: з грудня 1997 року інспектор Скотт Ріттер зі схвалення голови ЮНСКОМ Річарда Батлера та інших вищих керівників ЮНСКОМ почав постачати британську службу зовнішньої розвідки МІ-6 документами та брифінгами про знахідки ЮНСКОМ 6, що отримала назву Операція «Масовий заклик».
Причиною кризи 1998 року, за офіційною версією, стала спроба Іраку ув'язати продовження інспекцій зі зняттям санкцій, введених проти нього 1991 року. Колишній військовий інспектор Спеціальної комісії ООН Скотт Ріттер свідчив, що приводом для конфлікту з іракською владою у Багдаді була спроба комісії порушити раніше прийняті домовленості щодо чутливих для іракської сторони об'єктів. «У 98 % випадків іракці робили все, про що ми їх просили, тому що це стосувалося роззброєння». Однак, коли ми торкнулися делікатних питань, таких як наближення до об'єктів безпеки президента, іракці підняли прапор і сказали: «Час закінчився. У вас є ЦРУ, яке намагається вбити нашого президента, і ми не дуже раді надати вам доступ до найтаємніших об'єктів і найважливіших особистостей в Іраку», — писав Ріттер, який критикував військові дії своєї країни.
31 жовтня Ірак оголосив про припинення співпраці з міжнародною комісією. Криза тривала два тижні. 14 листопада іракська сторона заявила про готовність поновити співпрацю з комісією без попередніх умов . На той час США вже підготували військову операцію проти Іраку; за свідченням президента Білла Клінтона, він скасував завдання удару в останній момент, коли бойові літаки вже знаходилися в повітрі.
Комісія продовжила свою роботу, проте, як і раніше, зіткнулася з небажанням Іраку йти на повну співпрацю. Голова комісії Річард Батлер звинуватив Ірак у тому, що він відмовляється дозволити комісії відвідати деякі об'єкти і не надає документів про виробництво хімічної зброї. Через неможливість продовжувати інспектування комісія залишила Ірак 16 грудня.
Коментуючи ці події, колишній військовий інспектор Спеціальної комісії ООН Скотт Ріттер зазначав, що наказ інспекторам покинути Ірак віддав президент США Білл Клінтон. "Уряд Сполучених Штатів наказав інспекторам відмовитися від узгоджених умов, не порадившись із Радою Безпеки. Це застало іракців зненацька. Вони обурювалися: «Ми граємо за правилами, а ви ні? Якщо ви не збираєтеся грати за правилами, ми не хочемо в цьому брати участь». Білл Клінтон вивів інспекторів, а не Саддам ".

## Військова операція

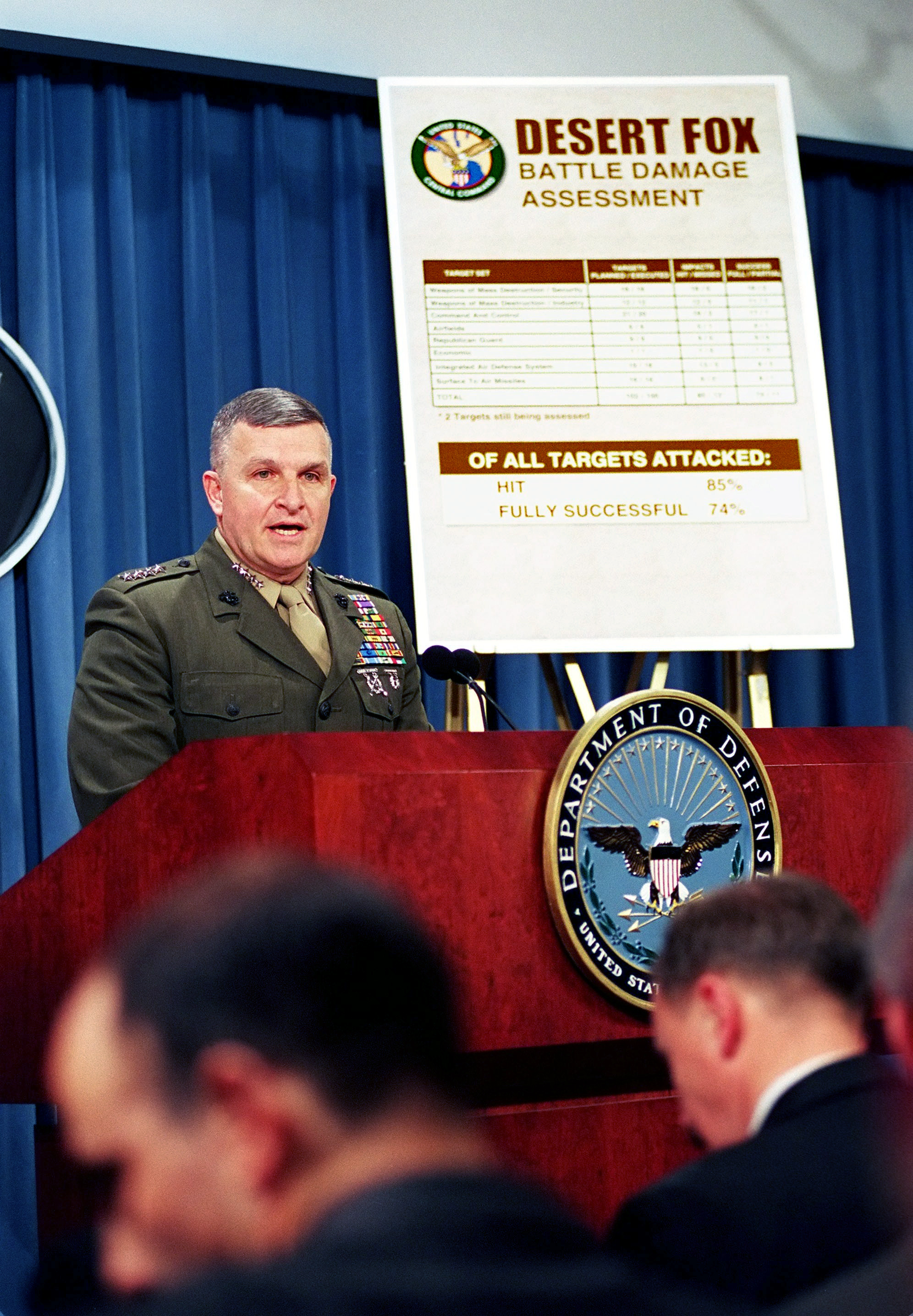
Голова Центрального командування США генерал Ентоні Зінні на брифінгу для журналістів після завершення операції. 21 грудня 1998

Військова операція проти Іраку отримала кодову назву «Лис пустелі».

### Сили коаліції
До проведення повітряної наступальної операції було залучено авіацію ВПС, ВМС та КМП США, а також Королівських ВПС Великої Британії. Сухопутні сили у бойових діях не брали участі. Перед початком операції американсько-англійське збройне угруповання в районі Перської затоки налічувало 30 тисяч особового складу, 20 бойових кораблів, у тому числі атомний багатоцільовий авіаносець «Ентерпрайз», до 200 бойових літаків, у тому числі 15 стратегічних бомбардувальників. В-52Н і чотири В-1В. У складі угруповання було понад 20 носіїв крилатих ракет повітряного та морського базування.
Для підготовки до операції США та Велика Британія використали можливість вільного ведення повітряної та космічної розвідки території Іраку при контролі ними ж призначених «безпольотних зон». Розвідувальне забезпечення здійснювало орбітальне угруповання з трьох космічних апаратів оптико-електронної розвідки «Кіхоул» та двох космічних апаратів радилокаційної розвідки «Лакрос».
Коаліційне угруповання ВПС і ВМС США та Великої Британії використовувало тактику, що максимально враховує їхню перевагу в бортовому радіоелектронному обладнанні та авіаційних системах озброєння.

### Хід операції
Першого удару було завдано о 0:49 ночі за іракським часом 17 грудня 1998 року. Усього сили коаліції провели 14 хвиль ракетно-бомбових ударів, остання з яких була завдана ввечері 19 грудня. Всі ракетно-авіаційні удари завдавалися лише під прикриттям темряви: ефективність подібної тактики була перевірена у квітні 1986 року під час завдання удару по Лівії, а також при проведенні в 1991 р. операції «Буря в пустелі».. Наступного дня американське військове керівництво формально оголосило про завершення операції.
Загалом нальотам зазнало 97 цілей (включаючи 32 об'єкти системи ППО, 20 командних центрів, 18 об'єктів сил безпеки, 11 об'єктів, пов'язаних з розробкою та виробництвом зброї масового ураження, 9 об'єктів Республіканської гвардії, 6 аеродромів, 1 економічний об'єкт.
Основними засобами ураження були сучасні види високоточного наступального озброєння: крилаті ракети «Tomahawk» і AGM-86C, авіаційні самонавідні проти-радіолокаційні ракети AGM-88 HARM і «Alarm», ракети загального призначення "Maverick ", керовані авіабомби та звичайні авіабомби вагою 220 кг. У ході всієї операції постійно залучалися літаки АКРВН та управління Е-3 системи Авакс, літаки розвідки наземних цілей та управління нанесенням ударів Е-8 «Джистарс», повітряний пункт управління EC-130 «Геркулес» та літаки-розвідники RC-135 та U-2, а також гелікоптери пошуково-рятувального забезпечення.
За даними Міноборони США, в ході операції було скинуто понад 600 бомб, випущено близько 300 крилатих ракет «Tomahawk» з десяти кораблів ВМС США, а також ще 90 крилатих ракет AGM-86C зі стратегічних бомбардувальників ВПС США.
Під час проведення операції загинуло, за різними оцінками, від 600 до 1600 іракців.

### Значення
Літаки США та Великої Британії здійснили понад 650 вильотів. Іракська система ППО була практично обезброєна на ранніх етапах бойових дій: після війни 1991 року її зональні кошти в секторі на північ від 34 градуси і на південь від 32 градуси були знищені або виведені за резолюцією Ради Безпеки ООН. ППО з візуальним наведенням діяти було неможливо, оскільки операція проводилася лише у темний час доби. Тому авіація союзників діяла в практично полігонних умовах і не зазнала втрат.
За оцінкою Пентагону, було вражено 85 % цілей, при цьому 43 об'єкти повністю зруйновані або серйозно пошкоджені, 30 об'єктів отримали середні ушкодження, 12 об'єктів отримали легкі ушкодження. Одну третину цілей склали зенітно-ракетні комплекси ППО, проте знищити вдалося лише шість із тридцяти. Було атаковано також 20 об'єктів зв'язку та РЛС, 11 військових заводів, а також президентський палац у Джебель-Махуль, на території якого інспектори ООН нібито виявили ознаки розгортання виробництва хімічної та бактеріологічної зброї. З 11 передбачуваних об'єктів виробництва ЗМУ значних збитків було завдано одному, п'ять отримали помірні та чотири легкі ушкодження. Удару зазнало нафтопереробне підприємство у Басрі.
В цій операції були показані нові тенденції в сфері воєнних дій:
1. Скорочення термінів створення угруповань сил і військ та вдосконалення способів їх нарощування: операцію розпочали готівкою, без попереднього розгортання додаткових поблизу Іраку;
2. Посилення значення раптовості початку бойових дій;
3. Зростання масштабів військово-тактичної операції;
4. Підвищення інтенсивності операції за рахунок залучення крилатих ракет морського та повітряного базування, тактичної та палубної авіації з віддалених аеродромів та авіаносців, стратегічних бомбардувальників з острівних авіабаз при активному прикритті винищувальною авіацією, літаками РЕБ та ефективних діях літаків-розвідників.

У ході операції відбулося перше бойове застосування стратегічних бомбардувальників B-1B «Lancer». Крім того, відбулися перші в історії ВМС США бойові вильоти пілотів-жінок.
Порівняно з 1991 р. було вдосконалено систему управління коаліційними силами, основу якої становили нова глобальна система оперативного управління ЗС США GCCS (Global Command Control System) та її морський компонент GCCS-Maritime, технічні засоби якої встановлені у всіх штабах та на командних пунктах ЗС США, а також на тактичних флагманських командних центрах (ТФКЦ) на АВМА «Вінсон» та «Ентерпрайз». Це дозволило не розгортати додаткові радіомережі перед початком операції.

## Наслідки
Головний політичний підсумок операції в тому, що США та Велика Британія наочно продемонстрували всьому світу готовність вирішувати свої зовнішньополітичні завдання всіма доступними засобами, у тому числі військовими проти суверенних держав без отримання санкції ООН. Було підірвано роль Ради Безпеки ООН, було започатковано руйнування існуючої системи міжнародної безпеки.
Американська громадськість загалом підтримала військову акцію проти Іраку. Так, під час опитування, проведеного телеканалом CBS News і газетою " Нью-Йорк Таймс ", 63 % респондентів висловилися за продовження авіаударів доти, доки Саддама Хусейна не буде відсторонено від влади. Два інших опитування (Геллапа та спільний ABC News / " Вашингтон Пост ") показали, що більше 70 % американців схвалюють дії адміністрації Клінтона. Водночас критики звинувачували Клінтона в тому, що військовими діями проти Іраку він спробував відвернути увагу громадськості від слухань щодо його імпічменту, які проходили в цей же час у Палаті представників Конгресу США, який був викликаний неправдивими свідченнями під час сексуального скандалу з Монікою Левінські.
За повідомленням Радіо «Свобода» (17 грудня 1998), проведення військової операції було підтримано Японією, Канадою, Австралією, Південною Кореєю. Найбільш різка критика прозвучала з боку Китаю та Росії. На знак протесту Росія тимчасово відкликала своїх послів із Вашингтона та Лондона.
Найбільш помітним довгостроковим наслідком операції «Пустеля» стало те, що іракська система ППО активізувала свої дії в непольотних зонах на півночі та півдні країни. Американська та британська авіація, яка здійснювала патрулювання цих зон, почала завдавати ударів у відповідь по об'єктах ППО. Перший подібний інцидент відбувся вже наприкінці грудня 1998 року. Надалі інциденти стали відбуватися регулярно і продовжувалися аж до початку Іракської війни у березні 2003 року.
Згідно з повідомленнями західної агентури в Багдаді, операція «Пустеля лисиця» ледь не призвела до падіння режиму Саддама Хусейна. Колишній співробітник ЦРУ Кеннет Поллак зазначав, що Хусейн запанікував і провів кампанію масових арештів і страт, побоюючись свого повалення. Проте незалежні експерти вважають, що заходи сил інформаційної боротьби та психологічних операцій щодо впливу на світову спільноту загалом та на населення Іраку зокрема, повністю своїх цілей не досягли: масового невдоволення режимом С. Хусейна ні всередині Іраку, ні у світі викликати не вдалося.